# Renée Le Calm
Pour les articles homonymes, voir Le Calm.
Renée Le Calm, née le 18 septembre 1918 à Paris et morte le 8 juin 2019 dans la même ville, est une actrice française. Après avoir exercé plusieurs activités professionnelles, elle devient actrice tardivement, à l'âge de 74 ans. Elle a notamment joué dans six films de Cédric Klapisch, qui a été le premier à la faire tourner.

## Biographie
Renée Le Calm est née à Paris, dans le XIVe arrondissement, 144 rue de Vanves, devenue en 1945 rue Raymond-Losserand.
Après l’école, elle travaille, à l'âge de 15 ans en usine puis, après son retour à Paris, dans des brasseries et des restaurants. N'ayant pas de contrat de travail dans un établissement en particulier, elle est amenée à changer très régulièrement de quartiers et de clientèles. Elle travaille aussi comme standardiste-dame pipi au drugstore du quartier Saint-Germain-des-Prés.
Après sa jeunesse passée en grande partie en Bretagne, elle s'installe à Paris rue des Taillandiers, dans le quartier de la Bastille, où elle vivra presque 80 ans.
Renée Le Calm fait sa première apparition au cinéma en 1992 à l'aube de ses 74 ans, en tant que figurante dans le métro dans la comédie de Cédric Klapisch, Riens du tout.
Mais c'est surtout avec le film Chacun cherche son chat, sorti en 1996, qu'elle acquiert davantage de notoriété. Elle y joue une femme âgée du quartier de la Bastille, désemparée par la perte du chat que lui avait confié une voisine.
Depuis lors, elle est apparue dans plus de 30 productions cinématographiques et télévisuelles.

## Filmographie

### Cinéma
- 1992 : Riens du tout de Cédric Klapisch : une passagère du métro
- 1993 : Le Péril jeune de Cédric Klapisch : une cliente de la boulangerie
- 1995 : Les Anges gardiens de Jean-Marie Poiré : une vieille dame dans l'église
- 1995 : Le Silence de Rak de Christophe Loizillon
- 1996 : Chacun cherche son chat de Cédric Klapisch : Mme Renée
- 1997 : L'Annonce faite à Marius de Harmel Sbraire : la dame aux urgences
- 1997 : Michael Kael contre la World News Company de Christophe Smith : Mémé
- 1997 : Ça n'empêche pas les sentiments de Jean-Pierre Jackson : une consommatrice au Mistific
- 1998 : Lila Lili de Marie Vermillard : la vieille dame de l'hôpital
- 1999 : Peut-être de Cédric Klapisch : la voisine
- 1999 : 1999 Madeleine de Laurent Bouhnik : une cliente
- 1999 : Les Insaisissables de Christian Gion : Mme Legros
- 2001 : La Boîte de Claude Zidi : Mamie
- 2001 : Filles perdues, cheveux gras de Claude Duty : la concierge
- 2001 : La Vérité sur Charlie (The Truth about Charlie) de Jonathan Demme
- 2005 : Je vous trouve très beau d'Isabelle Mergault : la grand-mère
- 2005 : Quatre étoiles de Christian Vincent : Mlle Poilloux
- 2006 : Petites révélations de Marie Vermillard
- 2007 : Enfin veuve d'Isabelle Mergault : Nathalie, la cliente ivre
- 2007 : Paris de Cédric Klapisch : Mme Renée
- 2008 : Aide-toi, le ciel t'aidera de François Dupeyron : Mme Docase
- 2009 : Tellement proches d'Éric Toledano et Olivier Nakache : Mme Grimperai
- 2012 : Renée... (court métrage) de Jézabel Marques : Renée
- 2019 : Les Intranquilles (court métrage) de Marie Vermillard : Rose
- 2019 : Deux moi de Cédric Klapisch : la centenaire au téléphone

### Télévision
- 1999 : Avocats et Associés (série télévisée) : une vieille dame tapissage
- 1999 : Maigret (série télévisée) : Grand-mère Fouly
- 2000 : Blague à part (série télévisée) : Mme Charoff
- 2000 : Boulevard du Palais (série télévisée) : Mme Petit
- 2000 : Un homme en colère (série télévisée) : la petite dame
- 2001 : Commissariat Bastille (série télévisée)
- 2002 : Maigret (série télévisée) : Madame Chauchoi
- 2003 : Le porteur de cartable (téléfilm) : Josepha
- 2005 : Jeff et Léo, flics et jumeaux (série télévisée) : Tante Simone
- 2005 : Docteur Dassin, généraliste (série télévisée) : Mme Descamps